# Yokohama-Linie
| Triebzug der Baureihe 205 bei Fuchinobe |                   |                               |                               |
| |                   |                               |                               |
| Streckenlänge: | 42,6 km           |                               |                               |
| Spurweite: | 1067 mm (Kapspur) |                               |                               |
| Stromsystem: | 1500 V ~          |                               |                               |
| Streckengeschwindigkeit: | 95 km/h           |                               |                               |
| Zweigleisigkeit: | ganze Strecke     |                               |                               |
| |                   |                               |                               |
| Gesellschaft: | JR East           |                               |                               |
| \| \| \| ↑ Keikyū-Hauptlinie \| 1905– \| \| \| −2,0 \| Umi-Kanagawa (海神奈川) \| 1911–1959 \| \| \| 0.0 \| Higashi-Kanagawa (東神奈川) \| 1908– \| \| \| \| ← Nakakido (仲木戸) \| \| \| \| \| \| \| \| \| \| Depot Kamakura \| \| \| \| \| \| \| \| \| \| ← Keihin-Tōhoku-Linie \| 1914– \| \| \| \| ← Tōkaidō-Hauptlinie \| 1872– \| \| \| \| ← Yokosuka-Linie \| 1980– \| \| \| \| \| \| \| \| 2,2 \| Ōguchi (大口) \| 1947– \| \| \| \| ↔ Tōkaidō-Güterlinie \| \| \| \| \| Terao-Tunnel \| \| \| \| \| ↔ Tōkyū Tōyoko-Linie \| 1926– \| \| \| 4,8 \| Kikuna (菊名) \| 1926– \| \| \| 6,1 \| Shin-Yokohama (新横浜) \| 1964– \| \| \| \| ↔ Tōkaidō-Shinkansen \| 1964– \| \| \| 7,8 \| Kozukue (小机) \| 1908– \| \| \| \| Daisan-Keihin-Autobahn \| \| \| \| \| \| \| \| \| \| Shiroayama-Tunnel (80 m) \| \| \| \| \| Shin-Shiroayama-Tunnel (75 m) \| \| \| \| \| \| \| \| \| 10,9 \| Kamoi (鴨居) \| 1962– \| \| \| 13,5 \| Nakayama (中山) \| 1908– \| \| \| 15,9 \| Tōkaichiba (十日市場) \| 1979– \| \| \| \| Tōmei-Autobahn \| \| \| \| \| ↔ Tōkyū Den’entoshi-Linie \| 1966– \| \| \| 17,9 \| Nagatsuta (長津田) \| 1908– \| \| \| \| \| \| \| \| \| ← Kodomonokuni-Linie \| 1967– \| \| \| 20,2 \| Naruse (成瀬) \| 1979– \| \| \| 22,5 \| Haramachida (原町田) \| –1980 \| \| \| 22,9 \| Machida (町田) \| 1980– \| \| \| \| ↔ Odakyū Odawara-Linie \| 1927– \| \| \| \| Sakai-gawa \| \| \| \| 25,7 \| Kobuchi (古淵) \| 1988– \| \| \| 28,4 \| Fuchinobe (淵野辺) \| 1908– \| \| \| 29,2 \| Yabe (矢部) \| 1957– \| \| \| 31,0 \| Sagamihara (相模原) \| 1941– \| \| \| \| → Sagami-Linie \| 1931– \| \| \| \| ← Keiō Sagamihara-Linie \| 1990– \| \| \| 33,8 \| Hashimoto (橋本) \| 1908– \| \| \| \| Sakai-gawa \| \| \| \| 35,7 \| Aihara (相模原) \| 1908– \| \| \| \| \| \| \| \| \| Aihara-Tunnel (367 m) \| \| \| \| \| Shin-Aihara-Tunnel (985 m) \| \| \| \| \| \| \| \| \| 38,6 \| Hachiōji-Minamino \| Hachiōji-Minamino \| \| \| \| (八王子みなみ野) \| 1997– \| \| \| 40,0 \| Katakura (片倉) \| 1957– \| \| \| \| ← Keiō-Linie \| 1925– \| \| \| \| → Keiō Takao-Linie \| 1967– \| \| \| \| ↔ Chūō-Hauptlinie \| 1889– \| \| \| 42,6 \| Hachiōji (八王子) \| 1889– \| \| \| \| Keiō-Hachiōji (京王八王子) \| \| \| \| \| \| \| \| \| \| ↓ Hachikō-Linie \| 1931– \| |                   |                               |                               |
| Strecke |                   | ↑ Keikyū-Hauptlinie           | 1905–                         |
| Betriebs-/Güterbahnhof Streckenanfang und quer (Strecke außer Betrieb) · Kreuzung (Querstrecke außer Betrieb) · Abzweig geradeaus und ehemals von rechts · Strecke | −2,0              | Umi-Kanagawa (海神奈川)       | 1911–1959                     |
| Haltepunkt / Haltestelle · Bahnhof · Strecke | 0.0               | Higashi-Kanagawa (東神奈川)   | 1908–                         |
| Strecke nach halbrechts · Strecke · Strecke |                   | ← Nakakido (仲木戸)           | ← Nakakido (仲木戸)           |
| Strecke |                   |                               |                               |
| Betriebs-/Güterbahnhof Streckenende · Strecke · Strecke |                   | Depot Kamakura                | Depot Kamakura                |
| Strecke |                   |                               |                               |
| Kreuzung geradeaus oben · Strecke nach rechts · Strecke |                   | ← Keihin-Tōhoku-Linie         | 1914–                         |
| Kreuzung geradeaus oben · Strecke quer · Strecke nach rechts |                   | ← Tōkaidō-Hauptlinie          | 1872–                         |
| Kreuzung geradeaus oben · Strecke quer · Strecke nach rechts |                   | ← Yokosuka-Linie              | 1980–                         |
| |                   |                               |                               |
| Haltepunkt / Haltestelle | 2,2               | Ōguchi (大口)                 | 1947–                         |
| Strecke quer (im Tunnel) · Kreuzung geradeaus unten · Strecke Tunnelanfang und quer |                   | ↔ Tōkaidō-Güterlinie          | ↔ Tōkaidō-Güterlinie          |
| Tunnel |                   | Terao-Tunnel                  | Terao-Tunnel                  |
| Kreuzung geradeaus oben |                   | ↔ Tōkyū Tōyoko-Linie          | 1926–                         |
| | 4,8               | Kikuna (菊名)                 | 1926–                         |
| | 6,1               | Shin-Yokohama (新横浜)        | 1964–                         |
| Kreuzung geradeaus unten |                   | ↔ Tōkaidō-Shinkansen          | 1964–                         |
| Bahnhof | 7,8               | Kozukue (小机)                | 1908–                         |
| |                   | Daisan-Keihin-Autobahn        |                               |
| Verschwenkung von links · Verschwenkung von rechts |                   |                               |                               |
| Tunnel · Strecke |                   | Shiroayama-Tunnel (80 m)      | Shiroayama-Tunnel (80 m)      |
| Strecke · Tunnel |                   | Shin-Shiroayama-Tunnel (75 m) | Shin-Shiroayama-Tunnel (75 m) |
| Verschwenkung nach links · Verschwenkung nach rechts |                   |                               |                               |
| Haltepunkt / Haltestelle | 10,9              | Kamoi (鴨居)                  | 1962–                         |
| Bahnhof | 13,5              | Nakayama (中山)               | 1908–                         |
| Haltepunkt / Haltestelle | 15,9              | Tōkaichiba (十日市場)         | 1979–                         |
| |                   | Tōmei-Autobahn                |                               |
| Strecke von rechts · Strecke |                   | ↔ Tōkyū Den’entoshi-Linie     | 1966–                         |
| | 17,9              | Nagatsuta (長津田)            | 1908–                         |
| Abzweig geradeaus und nach links · Kreuzung geradeaus unten |                   |                               |                               |
| Strecke nach rechts · Strecke |                   | ← Kodomonokuni-Linie          | 1967–                         |
| Haltepunkt / Haltestelle | 20,2              | Naruse (成瀬)                 | 1979–                         |
| ehemaliger Haltepunkt / Haltestelle | 22,5              | Haramachida (原町田)          | –1980                         |
| | 22,9              | Machida (町田)                | 1980–                         |
| Kreuzung geradeaus unten |                   | ↔ Odakyū Odawara-Linie        | 1927–                         |
| Brücke über Wasserlauf |                   | Sakai-gawa                    | Sakai-gawa                    |
| Haltepunkt / Haltestelle | 25,7              | Kobuchi (古淵)                | 1988–                         |
| Haltepunkt / Haltestelle | 28,4              | Fuchinobe (淵野辺)            | 1908–                         |
| Haltepunkt / Haltestelle | 29,2              | Yabe (矢部)                   | 1957–                         |
| Haltepunkt / Haltestelle | 31,0              | Sagamihara (相模原)           | 1941–                         |
| Abzweig geradeaus und von links |                   | → Sagami-Linie                | 1931–                         |
| Kreuzung geradeaus unten · Strecke von rechts |                   | ← Keiō Sagamihara-Linie       | 1990–                         |
| | 33,8              | Hashimoto (橋本)              | 1908–                         |
| Brücke über Wasserlauf |                   | Sakai-gawa                    | Sakai-gawa                    |
| Haltepunkt / Haltestelle | 35,7              | Aihara (相模原)               | 1908–                         |
| Verschwenkung von links · Verschwenkung von rechts |                   |                               |                               |
| Tunnelanfang · Tunnel |                   | Aihara-Tunnel (367 m)         | Aihara-Tunnel (367 m)         |
| Tunnelende · Strecke |                   | Shin-Aihara-Tunnel (985 m)    | Shin-Aihara-Tunnel (985 m)    |
| Verschwenkung nach links · Verschwenkung nach rechts |                   |                               |                               |
| Haltepunkt / Haltestelle | 38,6              | Hachiōji-Minamino             | Hachiōji-Minamino             |
| Strecke |                   | (八王子みなみ野)              | 1997–                         |
| Haltepunkt / Haltestelle | 40,0              | Katakura (片倉)               | 1957–                         |
| Strecke von rechts · Strecke |                   | ← Keiō-Linie                  | 1925–                         |
| Abzweig geradeaus und nach links · Kreuzung geradeaus unten |                   | → Keiō Takao-Linie            | 1967–                         |
| Strecke · Strecke |                   | ↔ Chūō-Hauptlinie             | 1889–                         |
| Abzweig quer und von links · Kreuzung geradeaus unten · Abzweig quer und nach links · Bahnhof quer | 42,6              | Hachiōji (八王子)             | 1889–                         |
| Strecke · Abzweig ehemals geradeaus und nach links · Strecke Tunnelanfang und quer · Haltepunkt / Haltestelle Streckenende und quer (im Tunnel) |                   | Keiō-Hachiōji (京王八王子)    | Keiō-Hachiōji (京王八王子)    |
| Strecke · Strecke nach links (außer Betrieb) · Strecke quer (außer Betrieb) · Haltepunkt / Haltestelle Streckenende und quer (Strecke außer Betrieb) |                   |                               |                               |
| Strecke |                   | ↓ Hachikō-Linie               | 1931–                         |

Die Yokohama-Linie (jap. 横浜線, Yokohama-sen) ist eine Eisenbahnstrecke auf der japanischen Insel Honshū, die von der Bahngesellschaft JR East betrieben wird. Sie verbindet Yokohama in der Präfektur Kanagawa mit Hachiōji in der Präfektur Tokio. Dabei stellt sie im Westen der Metropolregion Tokio eine Querverbindung zwischen der Tōkaidō-Hauptlinie und der Chūō-Hauptlinie her. Sie ermöglicht einerseits eine wichtige Tangentialverbindung, andererseits erschließt sie die nordwestlichen Vororte von Yokohama und die südwestlichen Vororte von Tokio (darunter Machida und Sagamihara).

## Beschreibung
Wie in Japan üblich ist die Yokohama-Linie in Kapspur (1067 mm) verlegt. Sie ist 42,6 km lang, vollständig zweigleisig ausgebaut und mit 1500 V Gleichspannung elektrifiziert. Bedient werden insgesamt 20 Bahnhöfe. Zusammen mit der Keiyō-Linie, der Musashino-Linie und der Nambu-Linie ist sie Teil einer großen Ringstrecke namens Tokyo Mega Loop (東京メガループ) rund um das Zentrum Tokios.
Nomineller südlicher Ausgangspunkt der Yokohama-Linie ist der Bahnhof Higashi-Kanagawa, der knapp zwei Kilometer nordöstlich des Hauptbahnhofs von Yokohama liegt. Die Strecke folgt rund anderthalb Kilometer weit der Keihin-Tōhoku-Linie, ehe sie nach Norden abbiegt. Sie unterquert die Tōkaidō-Güterlinie und schlägt kurz vor dem Terao-Tunnel eine westliche Richtung ein. Im Bahnhof Kikuna überquert sie die Tōyoko-Linie, im Bahnhof Shin-Yokohama führt sie unter der Schnellfahrstrecke Tōkaidō-Shinkansen hindurch. Vorbei am Nissan-Stadion erreicht die Strecke das Tsurumi-Tal und wendet sich bei Nakayama allmählich nordwestwärts. Die Yokohama-Linie kreuzt im Bahnhof Nagatsuta die Den’entoshi-Linie und ermöglicht auch einen Anschluss an die Kodomonokuni-Linie. Ein weiterer wichtiger Knotenpunkt ist der Bahnhof Machida, wo die Odakyū Odawara-Linie unterquert wird. Dem Tal des Sakai folgend erreicht die Strecke den Bahnhof Hashimoto und biegt anschließend nach Norden ab. Zwei parallele einspurige Tunnel von mehreren hundert Metern Länge durchqueren einen Hügelzug des Tama-Hügellands. Nachdem sie die Keiō Takao-Linie gekreuzt hat, endet die Yokohama-Linie im Bahnhof Hachiōji.

## Züge
Es besteht eine enge Verknüpfung der Yokohama-Linie mit kurzen Abschnitten der Keihin-Tōhoku-Linie und der Negishi-Linie. Werktags zwischen 9 und 15 Uhr sowie an Wochenenden zwischen 9 und 17 Uhr werden stündlich drei Eilzüge angeboten, die jeweils mehrere Bahnhöfe auslassen. Sie verkehren zunächst von Hachiōji nach Higashi-Kanagawa und anschließend via Yokohama bis nach Sakuragichō. Was den Nahverkehr betrifft, so gibt es eine betriebliche Zweiteilung; einerseits fahren die Züge zwischen Hachiōji und Higashi-Kanagawa, andererseits zwischen Hashimoto und Sakuragichō (jeweils dreimal stündlich), was im mittleren Abschnitt sechs Verbindungen je Stunde ergibt. Zu den übrigen Tageszeiten entfallen die Eilzüge und werden durch Nahverkehrszüge ersetzt (fünf je Stunde am Abend, bis zu 15 während der Hauptverkehrszeit), wobei die Mehrzahl bis Sakuragichō durchgebunden wird. Während der Hauptverkehrszeit werden einzelne zusätzliche Züge ab Hachiōji angeboten, die in Hashimoto auf die Sagami-Linie wechseln und bis nach Chigasaki verkehren.

## Geschichte
Die private Bahngesellschaft Yokohama Tetsudō (横浜鉄道) eröffnete am 23. September 1908 die gesamte Strecke von Higashi-Kanagawa nach Hachiōji. Sie war ursprünglich hauptsächlich zu dem Zweck errichtet worden, Rohseide aus der Region um Hachiōji und Kōfu zu den Textilfabriken in Yokohama zu transportieren. Am 1. April 1910 schloss die Bahngesellschaft mit dem Staat einen Leasingvertrag. Das Eisenbahnamt des Kabinetts (das spätere Eisenbahnministerium) führte nun den Bahnbetrieb durch, ebenso auf der am 10. Dezember 1911 eröffneten Güteranschlussstrecke von Higashi-Kanagawa nach Umi-Kanagawa. Schließlich ging die Yokohama Tetsudō am 1. Oktober 1917 ganz in staatlichen Besitz über.
Wegen ihrer Nähe zur Hauptverwaltung und des relativ geringen Verkehrsaufkommens nutzte die staatliche Eisenbahn die Yokohama-Linie als Versuchsstrecke. Beispielsweise untersuchte sie von Mai bis August 1917 die Möglichkeit, das gesamte Streckennetz auf Normalspur umzustellen. Im April 1925 nahm sie eine versuchsweise Elektrifizierung des Streckenabschnitts zwischen Higashi-Kanagawa und Machida vor, um Erfahrungen für die geplante Umstellung der Tōkaidō-Hauptlinie zu sammeln. Die Elektrifizierung für den Regelbetrieb erfolgte in zwei Abschnitten. Zunächst wurde am 1. Oktober 1932 der elektrische Betrieb zwischen Higashi-Kanagawa und Machida aufgenommen, woraufhin durchgehende Züge von und nach Sakuragichō angeboten werden konnten. Ab 1. Oktober 1933 kamen auf der restlichen Strecke Dieseltriebwagen zum Einsatz, bis zur Elektrifizierung der übrigen Strecke am 5. April 1941.

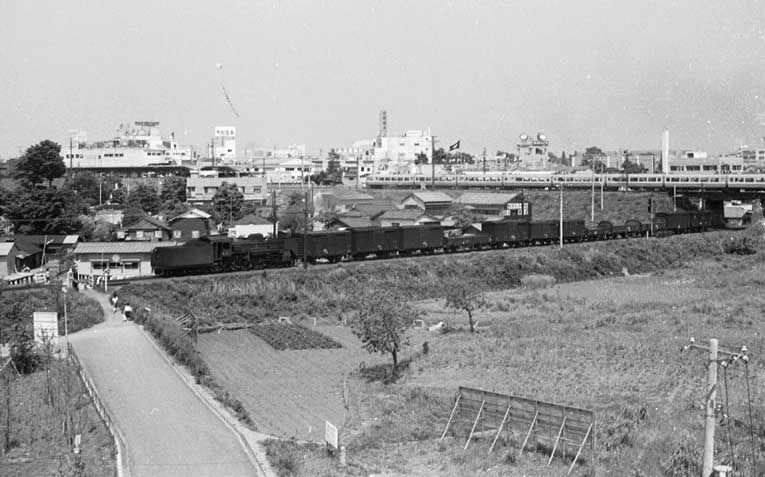
Dampfbetriebener Güterzug bei Machida, auf dem Viadukt ein Odakyū-Vorortszug (1965)

Während eines Flächenbombardements der United States Army Air Forces auf Yokohama am 29. Mai 1945 brannte der Bahnhof Higashi-Kanagawa vollständig nieder. Obwohl sogleich ein Provisorium errichtet wurde, blieb die Direktverbindung zwischen der Yokohama-Linie und Sakuragichō bis zum 13. April 1959 unterbrochen. Aufgrund einer Reorganisation der Verkehrsströme im Hafen von Yokohama legte die Japanische Staatsbahn am 1. April 1959 die Zweigstrecke nach Umi-Kanagawa still. Die Inbetriebnahme des Bahnhofs Shin-Yokohama an der neuen Schnellfahrstrecke Tōkaidō-Shinkansen am 1. Oktober 1964 sowie die Eröffnung neuer Universitäten hatte eine markante Zunahme der Fahrgastzahlen zur Folge. Aus diesem Grund musste die Yokohama-Linie etappenweise zweigleisig ausgebaut werden: am 22. Oktober 1967 zwischen Kikuna und Shin-Yokohama, am 4. Februar 1968 zwischen Shin-Yokohama und Kozukue, am 12. März 1968 zwischen Ōguchi und Kikuna sowie am 19. März 1968 zwischen Higashi-Kanagawa und Ōguchi.
Nach zehnjähriger Unterbrechung setzte die Staatsbahn den zweigleisigen Ausbau fort: am 2. Oktober 1978 zwischen Kozukue und Nakayama, am 1. April 1979 zwischen Nakayama und Nagatsuta, am 15. Juli 1979 zwischen Nagatsuta und Machida, am 14. September 1979 zwischen Fuchinobe und Aihara und am 27. September 1980 zwischen Machida und Fuchinobe. Im Rahmen der Staatsbahnprivatisierung ging die Yokohama-Linie am 1. April 1987 in den Besitz der neuen Gesellschaft JR East über. Diese baute den letzten verbliebenen Einspurabschnitt zwischen Aihara und Hachiōji aus, womit die Strecke ab 6. März 1988 durchgehend zweigleisig befahrbar war. Die weiterhin steigenden Fahrgastzahlen führten am 13. März desselben Jahres zur Einführung von Eilzügen. Weitere punktuelle Verbesserungen wurden in den darauf folgenden Jahren vorgenommen, beispielsweise die Aufhebung höhengleicher Bahnübergänge an verschiedenen Orten.

## Liste der Bahnhöfe

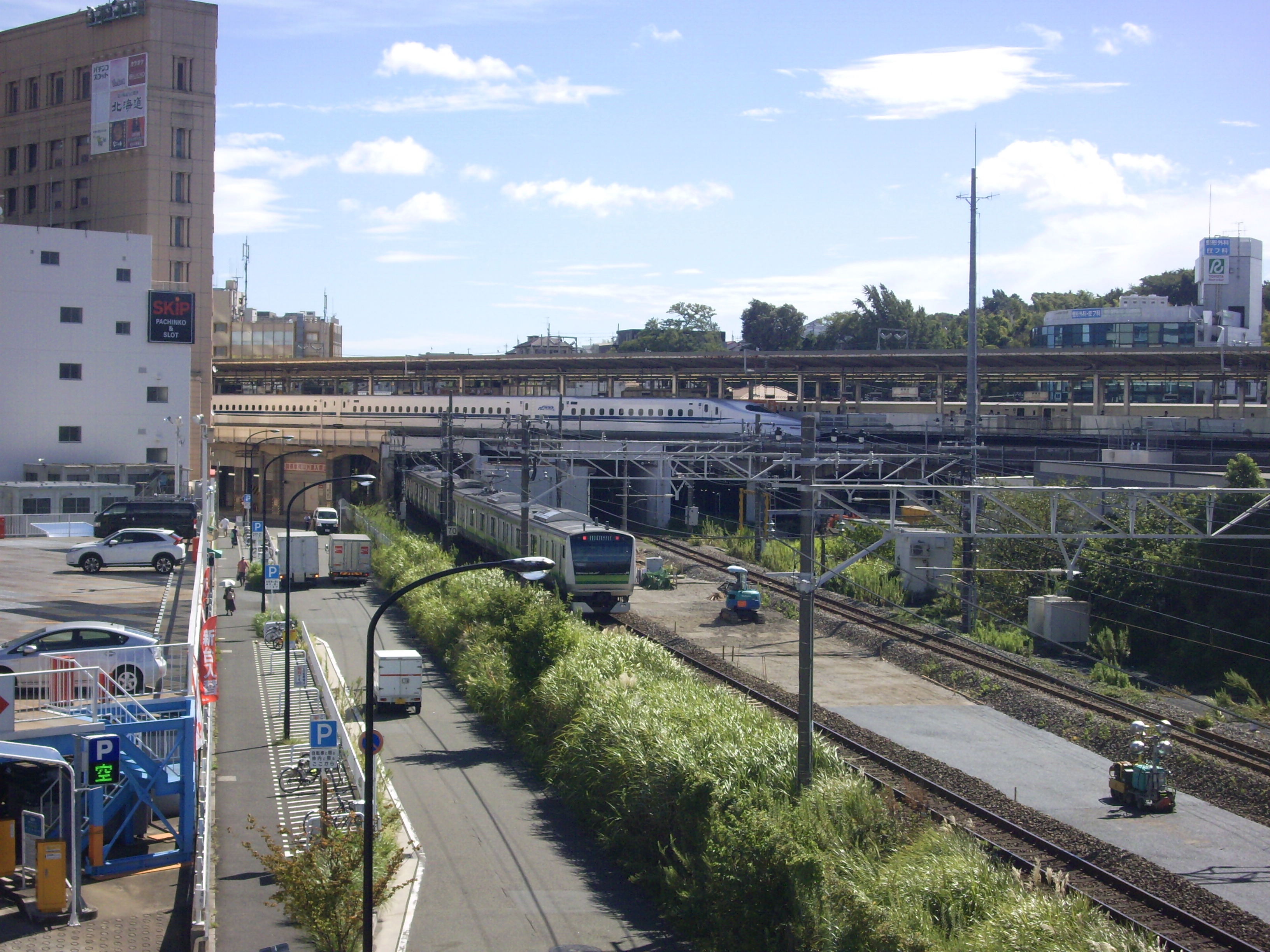
Bahnhof Shin-Yokohama

Ka: Kaisoku (Rapid)
| Name | Name                               | km   | Ka | Anschlusslinien                                                                         | Lage   | Ort                   | Präfektur |
| ---- | ---------------------------------- | ---- | -- | --------------------------------------------------------------------------------------- | ------ | --------------------- | --------- |
| JH13 | Higashi-Kanagawa (東神奈川)        | 00,0 | ●  | Keihin-Tōhoku-Linie im Bhf. Nakakido: Keikyū-Hauptlinie                                 | Koord. | Kanagawa-ku, Yokohama | Kanagawa  |
| JH14 | Ōguchi (大口)                      | 02,2 | ǀ  |                                                                                         | Koord. | Kanagawa-ku, Yokohama | Kanagawa  |
| JH15 | Kikuna (菊名)                      | 04,8 | ●  | Tōkyū Tōyoko-Linie                                                                      | Koord. | Kōhoku-ku, Yokohama   | Kanagawa  |
| JH16 | Shin-Yokohama (新横浜)             | 06,1 | ●  | Tōkaidō-Shinkansen U-Bahn Yokohama: Blaue Linie                                         | Koord. | Kōhoku-ku, Yokohama   | Kanagawa  |
| JH17 | Kozukue (小机)                     | 07,8 | ǀ  |                                                                                         | Koord. | Kōhoku-ku, Yokohama   | Kanagawa  |
| JH18 | Kamoi (鴨居)                       | 10,9 | ●  |                                                                                         | Koord. | Midori-ku, Yokohama   | Kanagawa  |
| JH19 | Nakayama (中山)                    | 13,5 | ●  | U-Bahn Yokohama: Grüne Linie                                                            | Koord. | Midori-ku, Yokohama   | Kanagawa  |
| JH20 | Tōkaichiba (十日市場)              | 15,9 | ǀ  |                                                                                         | Koord. | Midori-ku, Yokohama   | Kanagawa  |
| JH21 | Nagatsuta (長津田)                 | 17,9 | ●  | Tōkyū Den’entoshi-Linie Kodomonokuni-Linie                                              | Koord. | Midori-ku, Yokohama   | Kanagawa  |
| JH22 | Naruse (成瀬)                      | 20,2 | ǀ  |                                                                                         | Koord. | Machida               | Tokio     |
| JH23 | Machida (町田)                     | 22,9 | ●  | Odakyū Odawara-Linie                                                                    | Koord. | Machida               | Tokio     |
| JH24 | Kobuchi (古淵)                     | 25,7 | ǀ  |                                                                                         | Koord. | Sagamihara            | Kanagawa  |
| JH25 | Fuchinobe (淵野辺)                 | 28,4 | ǀ  |                                                                                         | Koord. | Sagamihara            | Kanagawa  |
| JH26 | Yabe (矢部)                        | 29,2 | ǀ  |                                                                                         | Koord. | Sagamihara            | Kanagawa  |
| JH27 | Sagamihara (相模原)                | 31,0 | ●  |                                                                                         | Koord. | Sagamihara            | Kanagawa  |
| JH28 | Hashimoto (橋本)                   | 33,8 | ●  | Sagami-Linie Keiō Sagamihara-Linie                                                      | Koord. | Sagamihara            | Kanagawa  |
| JH29 | Aihara (相原)                      | 35,7 | ●  |                                                                                         | Koord. | Machida               | Tokio     |
| JH30 | Hachiōji-Minamino (八王子みなみ野) | 38,6 | ●  |                                                                                         | Koord. | Hachiōji              | Tokio     |
| JH31 | Katakura (片倉)                    | 40,0 | ●  |                                                                                         | Koord. | Hachiōji              | Tokio     |
| JH32 | Hachiōji (八王子)                  | 42,6 | ●  | Chūō-Hauptlinie (Chūō-Schnellbahnlinie) Hachikō-Linie im Bhf. Keiō-Hachiōji: Keiō-Linie | Koord. | Hachiōji              | Tokio     |